# Effetto Pigmalione
L'effetto Pigmalione, noto anche come effetto Rosenthal, deriva dagli studi classici sulla "profezia che si autorealizza" il cui assunto di base può essere così sintetizzato: se gli insegnanti credono che un bambino sia meno dotato, o più dotato degli altri, lo tratteranno, anche inconsciamente, in modo diverso dal resto del gruppo; il bambino interiorizzerà il giudizio e si comporterà di conseguenza; si instaura così un circolo vizioso per cui il bambino tenderà a divenire nel tempo proprio come l'insegnante lo aveva immaginato.
Va specificato che questo comportamento può essere attribuito al fatto che il bambino, in maniera inconscia, creda che - per esempio - il giudizio negativo del proprio insegnante svaluterà i suoi eventuali risultati; quindi appartenendo ad un contesto sociale dove viene valutato in base al suo rendimento, il fatto che ad un uguale risultato per lui corrisponda una valutazione differente, lo può portare a provare un senso di ingiustizia e di svalutazione. D'altro canto, il fatto che l'insegnante stesso dia più credito ad un alunno in particolare faciliterà il lavoro di quello specifico alunno, in quanto giustifica verso le altre persone (sia compagni sia genitori) il suo impegno allo studio. Una discriminazione da parte dell'insegnante, quindi, potrebbe potenzialmente diffondersi a tutte le persone che ne sono a conoscenza.

## Aspetti mitologici e artistici

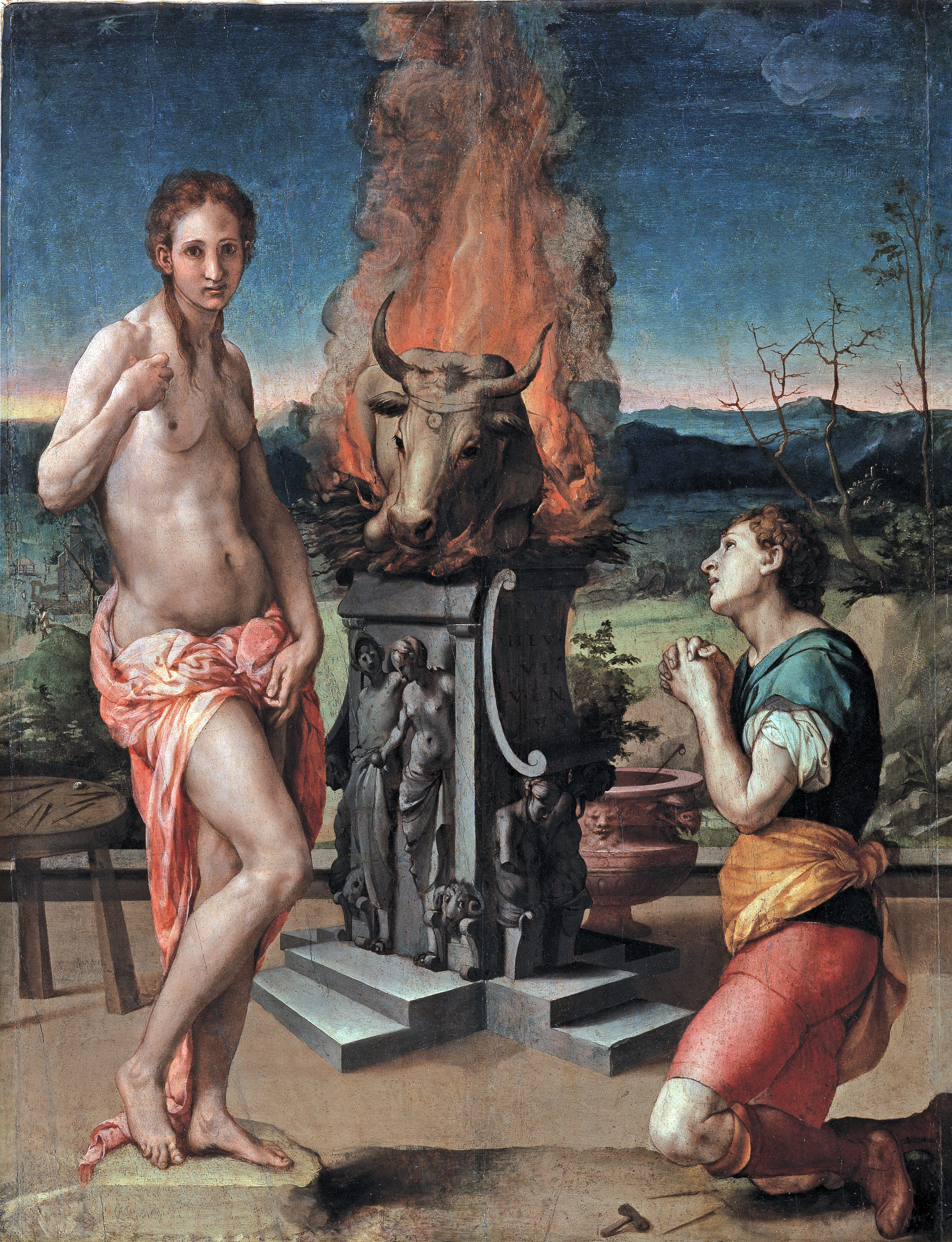
Pigmalione e Galatea di Agnolo Bronzino (1530 circa; Firenze, Galleria degli Uffizi).

Filostefano di Cirene, un mitografo greco del III secolo a.C., aveva narrato, in un ciclo di storie cipriote per noi perdute, la vicenda di Pigmalione, re di Cipro, che si era innamorato della statua di Afrodite al punto di crederla vera e immaginare di potersi ricongiungere a essa.
In Ovidio (Metamorfosi, X, 243), la vicenda fu trasformata. Pigmalione non è più un re ma un artista, in particolare uno scultore, che si innamorò di una sua statua, raffigurante una figura di donna, fino al punto di implorare Afrodite affinché la trasformasse in un essere umano, per poi poterla sposare.
La definizione di "Pigmalione" attribuita da Rosenthal a questo effetto psicologico è stata influenzata dall'omonima opera teatrale di George Bernard Shaw, derivante dal mito greco di Pigmalione, nella quale un insegnante cerca di addestrare una ragazza, di umili origini e priva di cultura e di educazione, ai modi garbati ed elevati della classe abbiente.
Maria Montessori aveva stabilito una regola deontologica per la quale un professore doveva astenersi dal pensare male di uno studente, in quanto temeva che anche il semplice pensiero trasmettesse all'allievo una spinta negativa.

## Esperimento psicosociale

Grafico rappresentativo il Quoziente di intelligenza.

L'équipe guidata dal ricercatore americano Robert Rosenthal ideò negli anni sessanta un esperimento nell'ambito della psicologia sociale, sottoponendo un gruppo di alunni di una scuola elementare californiana a un test di intelligenza. Successivamente selezionò, in modo casuale e senza rispettare l'esito e la graduatoria del test, un numero ristretto di bambini e informò gli insegnanti che si trattava di alunni molto intelligenti.
Rosenthal, dopo un anno, ripassò nella scuola, fece ripetere agli studenti il test del quoziente intellettivo e osservò come in alcune classi, ma non in tutte, gli alunni da lui indicati avessero ottenuto un miglioramento medio migliore dei rispettivi compagni (l'esperimento svolto non prendeva in considerazione l'effettivo andamento scolastico ma il semplice quoziente intellettivo). La spiegazione che il ricercatore diede è che le aspettative degli insegnanti abbiano comportato, da parte loro, una maggior attenzione e cura degli studenti scelti causandone un miglioramento più spiccato rispetto agli altri.
"L'effetto Pigmalione" può manifestarsi non solamente nell'ambito scolastico, ma anche in altri contesti, come in quello lavorativo nel rapporto fra capi e dipendenti oppure in quello familiare nelle relazioni fra genitori e figli e in tutti quei contesti dove si sviluppino rapporti sociali. Quindi le aspettative possono condizionare la qualità delle relazioni interpersonali e il rendimento dei soggetti.
Rosso Malpelo, protagonista dell'omonima novella di Giovanni Verga, è un esempio di effetto Pigmalione.

## L'effetto Pigmalione e il razzismo
L'insegnante americana Jane Elliott, nota per il suo attivismo anti-razzista, elaborò un test denominato "blue-eyed/brown-eyed", costituito da esercizi discriminanti in base al colore degli occhi e della pelle; i due gruppi di studenti formatisi, a giorni alterni, dovettero sopportare l'umiliazione e l'influenza di teorie negative e razziste nei loro confronti oltre all'esaltazione delle qualità dell'altro gruppo; l'insegnante verificò che il rendimento degli studenti era direttamente proporzionale alla stima e al grado di rispetto mostrato durante lo svolgimento degli esercizi.
Risulta evidente quanto possa influenzare, positivamente o negativamente, il giudizio di valutazione distorto formulato da un superiore nei confronti di un dipendente, basato unicamente su una fissazione di un aspetto della personalità di quest'ultimo, che potrebbe oscurare, agli occhi dell'osservatore, tutte le caratteristiche positive dell'individuo osservato.